# Partito Anti-Amministrazione
Il partito anti-amministrazione (in inglese Anti-Administration party) fu una fazione politica informale negli Stati Uniti, guidata da James Madison e Thomas Jefferson, che si oppose alle politiche del segretario del Tesoro Alexander Hamilton durante il primo mandato della presidenza di George Washington. Non era un partito politico organizzato, ma una fazione non strutturata. La maggior parte dei membri erano stati Antifederalisti nel 1788, quando si opposero alla ratifica della Costituzione degli Stati Uniti. Tuttavia, la situazione era fluida, con entrate e uscite di membri.
Sebbene i contemporanei spesso si riferissero agli oppositori di Hamilton come "Antifederalisti", questo termine è oggi considerato impreciso poiché diversi leader dell'amministrazione antifederale, incluso il rappresentante della Virginia James Madison, supportarono la ratifica. Nel 1790, Madison si unì agli ex Antifederalisti per opporsi ai piani finanziari di Hamilton. William Maclay, un leader della fazione al Senato, utilizzò nel suo diario del Congresso il termine "Repubblicano".
Dopo che Jefferson assunse la guida dell'opposizione ad Hamilton nel 1792, la fazione divenne un partito formale, il Partito Repubblicano di Jefferson, spesso chiamato dagli storici e dagli scienziati politici Partito Democratico-Repubblicano.